# スタン・リー
スタン・リー（Stan Lee、本名：スタンリー・マーティン・リーバー（Stanley Martin Lieber）、1922年12月28日 - 2018年11月12日）は、アメリカ合衆国の漫画原作者。マーベル・コミック編集委員、マーベル・メディア名誉会長。
マーベル・コミック発行責任者などを務めた。マーベル映画にもカメオ出演したことが何度かあった。

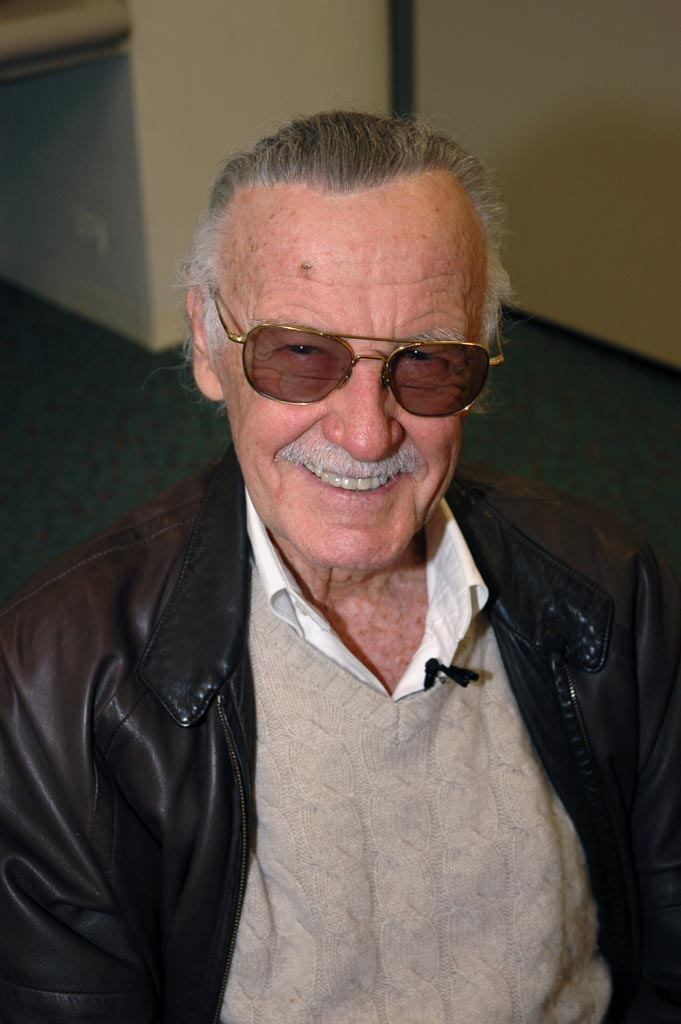
2007年2月28日撮影

## 概要
1960年代にマーベル・コミックで『スパイダーマン』、『X-メン』などのスーパーヒーローコミックの原作を手がけ、業界に変革をもたらした。生前はマーベル・コミックの編集委員、マーベル・メディアの名誉会長を務め、マーベル・コミックの実写映画版の製作総指揮などを務めていた。
スタンが編集後記の締めに用いる言葉「エクセルシオール（Excelsior）!!」 は彼の代名詞的な言葉となった。今では当たり前となった作家陣のクレジット表記もスタンの発案により取り入れられた。

## 来歴
1922年、マンハッタンのウェストエンド街でルーマニア系ユダヤ人の家庭に生まれる。少年時代はジャンルを問わず多数の映画と読書を嗜んだ。文章を書くのが好きで1937年にはニューヨーク・ヘラルド・トリビューン紙の作文コンテストに応募し、佳作に2度選ばれている。また役者を志し、演劇学校に通っていたのもこの時期である。
1939年、タイムリー・コミックス（後のマーベル・コミック）に入社。社長のマーティン・グッドマン（叔父）に編集助手を任されるが、すぐにコミックの原作にも携わるようになる。当時人気だった『キャプテン・アメリカ』は戦前から戦後にかけて脚本を担当している。
1940年、豊かな想像力を発揮して18歳という若さにして編集長に昇進。

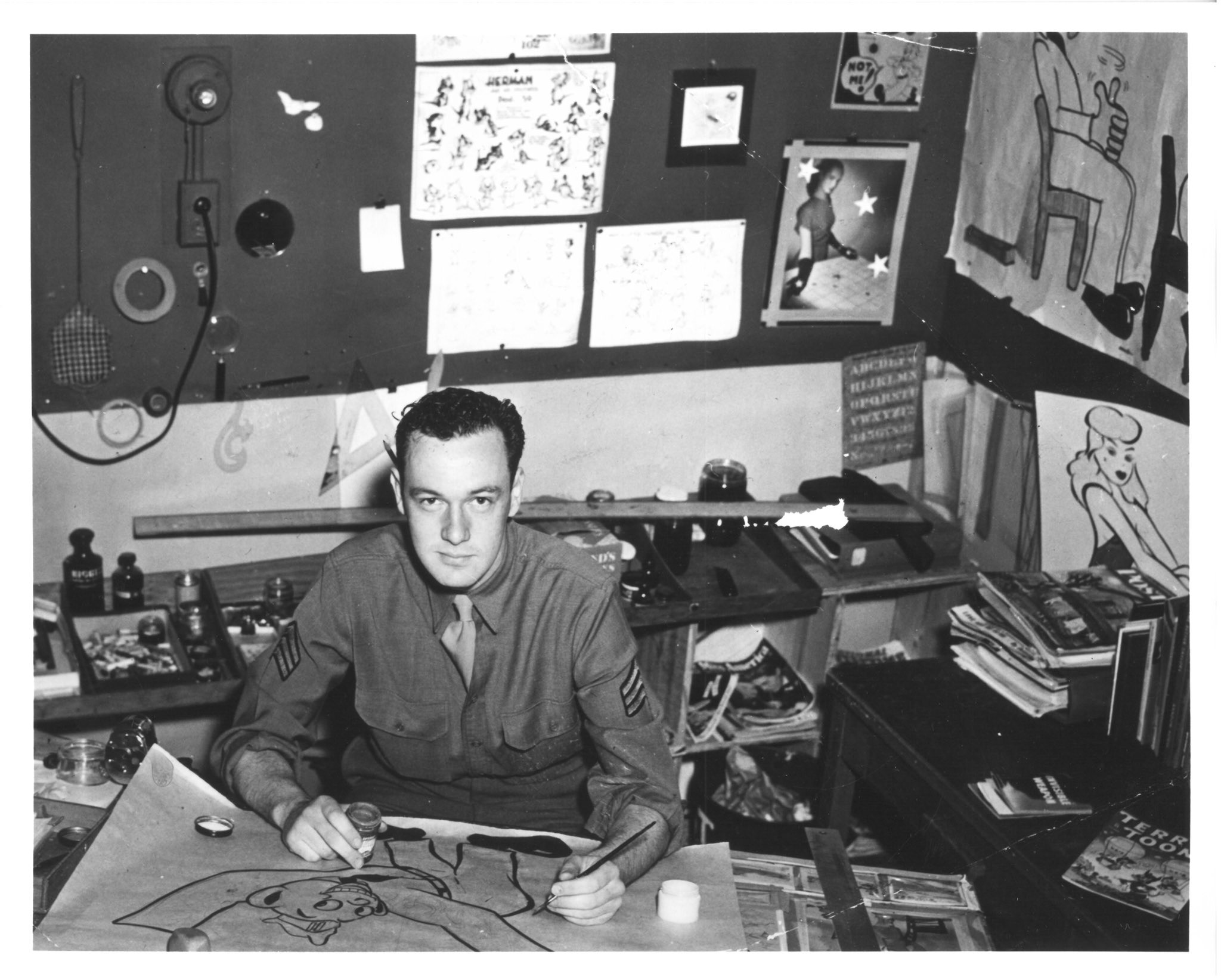

1942年、兵役で3年間アメリカ陸軍通信隊に所属。軍部に（当時はまだ無名だったが）コミックライターと知られると教育用映画の脚本部 に回され、訓練用マニュアル、時事漫画、ポスターを作った。除隊後、同僚のジョー・サイモンなどがDCコミックスに引き抜かれる中、社長に「代わりが見つかるまで編集をやってほしい」と頼まれ、グッドマンが指揮するビジネス戦略の下、当時の流行に合わせて西部劇、SF、戦争物、メロドラマなど、多種多様な作品を量産していった。
1961年、50年代に出した怪奇・ホラー・SFコミックが不振であったことから方向転換を決意し、倒産を覚悟でスーパーヒーローのコミックに限りなく現実的要素をつぎ込んだ『ファンタスティック・フォー』を創刊。これが人気を博し、以降の数年間でマーベル・コミックの代表作となる幾多のスーパーヒーローコミックをアーティストのジャック・カービー、スティーヴ・ディッコなどと共に矢継ぎ早に出していく。スタンは「フィクションに現実世界を導入させる」という試みのもとに、舞台を現実の都市としヒーローなのに生活に困窮する様子を描くなど、それまでのコミック とは逆の視点で描き出していく。また、それまでは画一的であった登場人物の台詞や言葉遣いを各人物の性格や特徴に合わせたもの へと変更することで、物語にも弾みが出るようになり、リアリティ溢れる描写はアメリカン・コミックス全体に大きな変革をもたらした。これまで堅苦しい言葉で綴られていた編集後記は砕けた文法に改め、親しみやすい雰囲気を作り、読者との間に出来ていた垣根を取り払った。
1962年、『ハルク』、『ソー』の原作を手がける。
1963年、『アイアンマン』、『ドクター・ストレンジ』、『スパイダーマン』、『X-メン』、『アベンジャーズ』の原作を手がける。これら全てのコミックにおいて社会の不平等、薬物濫用、偏見といった難題を扱った。
1964年、『デアデビル』の原作を手がける。10年間休載していた『キャプテン・アメリカ』を復活させる。
1968年、『ファンタスティック・フォー』の登場人物である『シルバー・サーファー』を単独シリーズ化し、その原作を手がける。これらの作品群の脚本をある程度手がけた後に、脚本業は後続のロイ・トーマスなどに任せ第一線を離れた。出版業に従事するようになり、スポークスマンとして各地でマーベル・コミックの宣伝を精力的に行うようになる。
1972年、マーベル・コミックの発行責任者（社長）となるが、主な仕事である財務会議に馴染めず、他に適役がいると判断し、すぐさま辞退した
1977年、弟ラリー・リーバーと共に『スパイダーマン』の新聞連載を開始する。このコミックは各国の500紙以上の新聞に掲載され、最も成功を収めたアクション・コミックとして認知されている。
1981年、テレビアニメ『スパイダーマン&アメイジング・フレンズ』と『ハルク』の制作総指揮を手がける。
1986年、マーベル・コミックとマーベル・プロダクションがニュー・ワールド・エンターテインメントに買収されたことが契機となり、以前から興味のあった映画やテレビなどの映像分野に活躍の場を移した。
1992年、テレビアニメ『X-MEN』の製作総指揮をする。
1994年、テレビアニメ『スパイダーマン』の製作総指揮をする。
1996年、テレビアニメ『超人ハルク』の製作総指揮をする。
1999年、ヒーローコミックをアニメ配信する「スタン・リー・メディア」を立ち上げるが、企画者が南米に資金を持ち逃げし詐欺にあうなど、プロジェクトは見事に失敗しスタンは破産する。
2001年、ライバル会社、DCコミックスで『スーパーマン』をはじめとするさまざまなコミックをミニシリーズ としてリメイクした。
2002年、シリーズの興行収入が16億ドルにも及んだ 映画『スパイダーマン』の収益配分が支払われないことに不満を感じ、1000万ドルを求めてマーベル・コミックを提訴。2005年に和解（事実上の勝訴）となり、スポークスマンとして週15時間以内の宣伝活動を行う代わりに、あらゆる面で厚遇する旨の契約が執り行われた。
2007年、ジュール・ヴェルヌ映画祭で生涯功労賞を受賞。

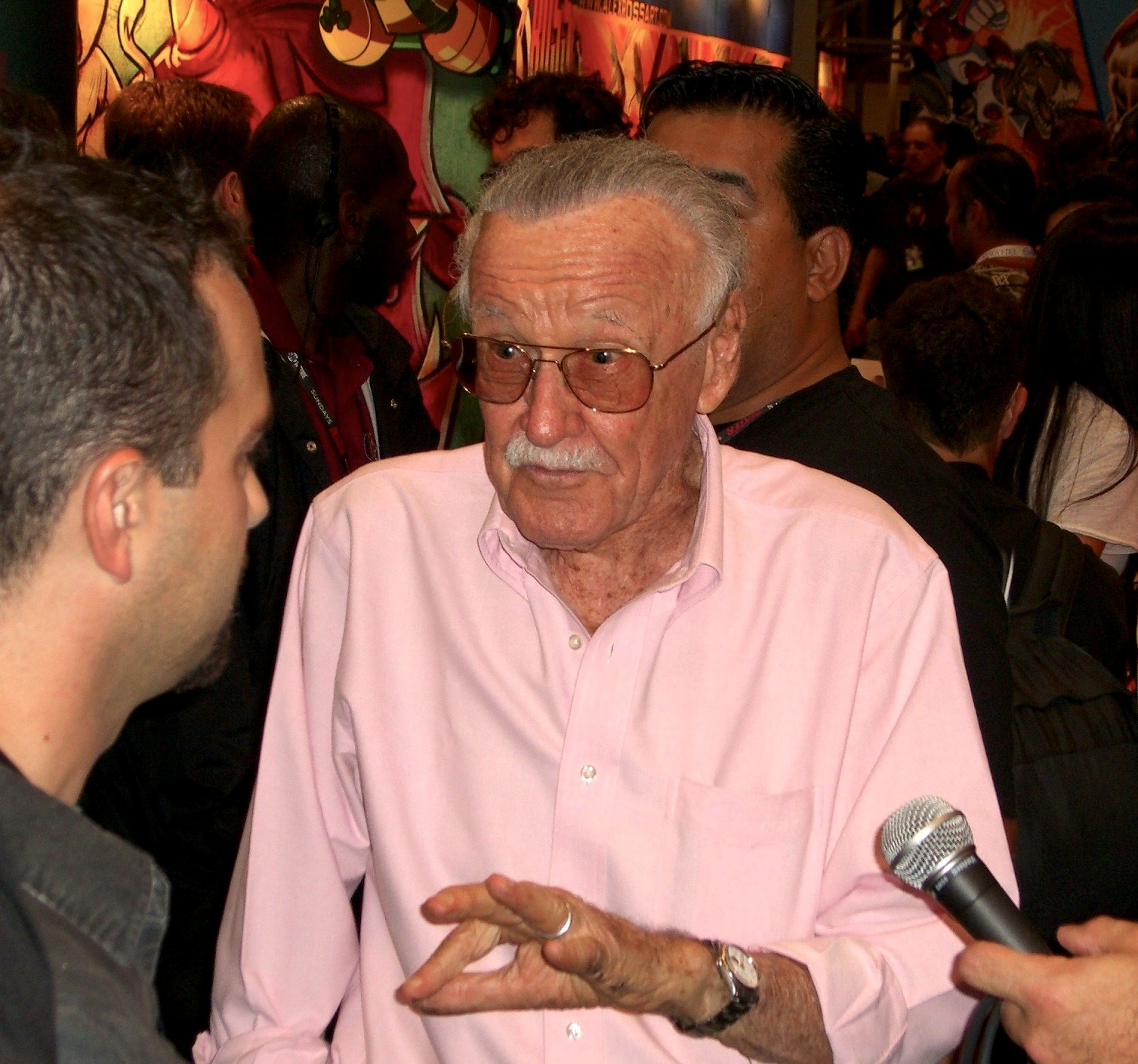

2011年、これまでの功績が認められ、ハリウッド・ウォーク・オブ・フェームの2428番目の殿堂入りを果たす（この時点のアメリカ映画の歴代興行収入100位のうち、7つの作品がスタンの原作によるものである）。
2012年、テリー・ドゥーガスやマックス・ワークらと共同で『ロミオ・アンド・ジュリエット・ウォー』を執筆し、米ニューヨーク・タイムズでベストセラー入りとなる。
2016年、デジタル形式でグラフィックノベル『スタン・リーズ・ゴッド・ウォーク』を執筆。翌2017年に書籍化され、インディペンデント・パブリッシャー・ブック・アウォードで、インディペンデント・ボイス賞を受賞。東京コミコン名誉親善大使として2016年と2017年に2年連続で来日。
2018年11月12日朝（米西海岸時間）、米カリフォルニア州ロサンゼルスのシダーズ・サイナイ医療センターに急送され、肺炎により95歳で息を引き取った。

## 人物

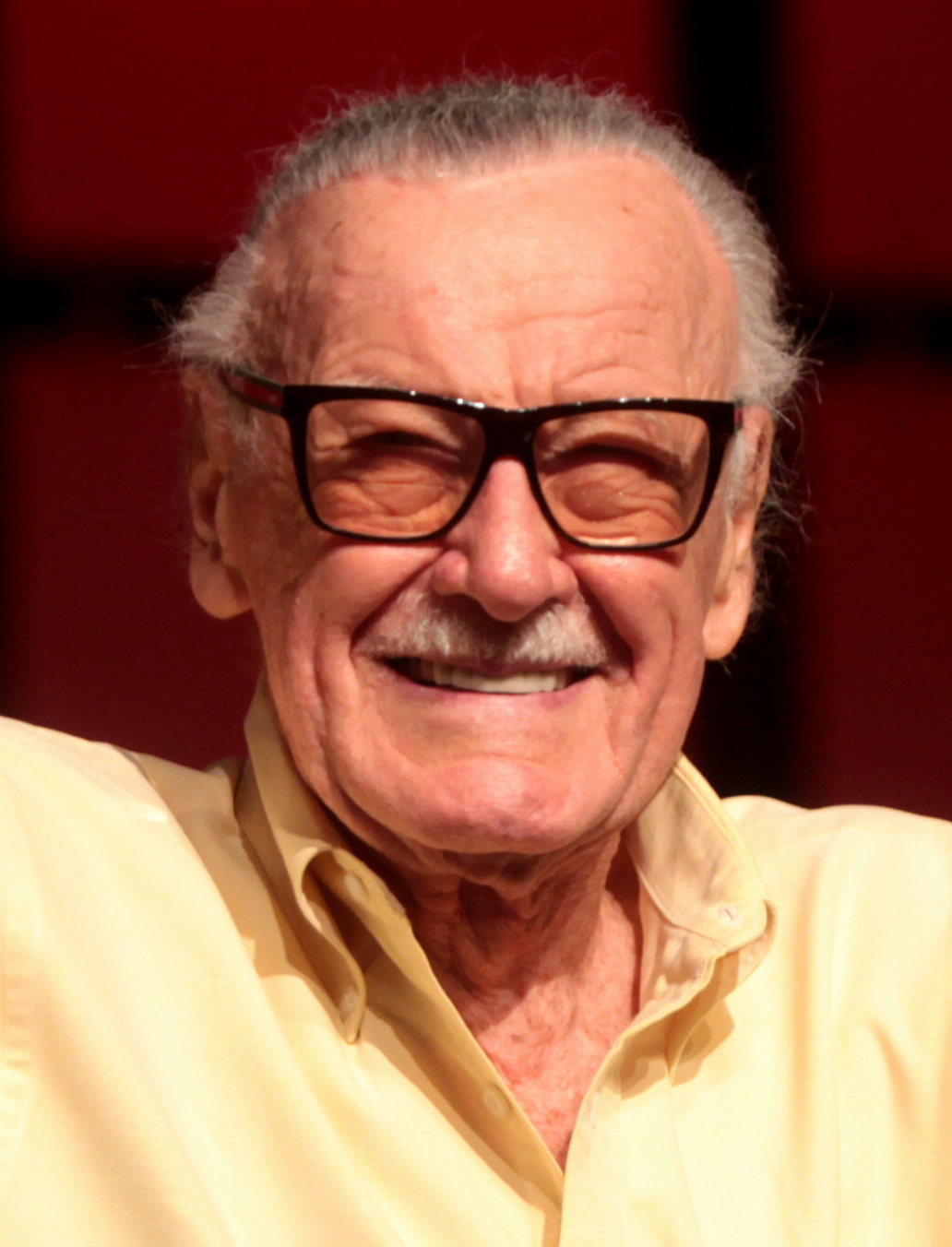
2014年

編集後記では自らをスマイリー・スタンと称しており、インタビューの最中には常に笑顔で接し、ユーモアを交えた巧みな話術を展開する。アニメ『スパイダーマン』（1981年版）のナレーターを自ら担当したり、映画にカメオ出演をするなど目立ちたがりな面がある。ジョン・ジョナ・ジェイムソン のことを「短気で馬鹿で自分を過大評価している。まるで他人から見た私だ」と自らの性格を投影させている。映画『スパイダーマン』の制作では、自らジョン・ジョナ・ジェイムソン役を名乗り出たが、ジェイムソンの年齢設定より高齢であることを理由に却下された。
世界で最も多くの作品が映画化されたコミック作家 およびカメオ出演した映画の興行収入が世界一の俳優 として、ギネス世界記録に認定されている。
手がけたキャラクターの中ではシルバー・サーファーに強い思い入れがあり、女性向けのロマンス・コミックスを手がけることを好む。物忘れが激しいため、キャラクターの名前のイニシャルを『スパイダーマン』のピーター・パーカー（Peter Parker）のように、同じ頭文字にすることが多いが、『アイアンマン』のトニー・スタークなど例外も存在する。
「自分の仕事は所詮雇われ仕事に過ぎない」と、自分が原作したコミックの著作権がすべて会社に帰属することが圧倒的に多いアメリカン・コミックスの現状を皮肉る一方、マーベル・コミックで原作を手がけたコミックの扉頁には「スタン・リー・プレゼンツ」と長年に渡って表記されるなど格別の扱いを受けている。
多数の特殊能力を持つヒーローを生み出したことから、ファンから「最強の能力はなにか?」と問われることが度々あったが、その時は決まって「運こそが最高。幸運さえあれば全てがうまくいくからだ」と語っていた。

### マーベル・メソッド
一時期、マーベル・コミックのライターはほぼスタンしかおらず、1950年代には多いときで月に82本のコミックの脚本を担当していたこともあった。そうした状況から偶然生み出されたのが「マーベル・メソッド」である。スタンはアーティストたちに仕事を滞りなく与えるため、まず物語のプロットだけを渡し、作画ができ上がった状態で具体的な台詞を入れていった。最初は苦肉の策に過ぎなかったが、でき上がってみると以前よりも作品の質は向上し、この手法を導入してからコミックの売り上げも上昇した。その後もアーティストと脚本家間で物語をフィードバックする目的で用いられ、1970年代にはDCコミックスにもマーベル・メソッドは取り入れられることとなった。
ライターとアーティストの境界があいまいなマーベル・メソッドは、著作物の権利を巡る争いを生むこともあった。1960年代のマーベルでは、アーティストが実質的に原作の一部を担っていることが作者クレジットに反映されていなかった。この時期にスタン・リーとコンビを組んでいた中でも特に名高いジャック・カービーとスティーヴ・ディッコは、それを不服として相次いでマーベルを去っている。また、創作物のアイディアが原作者リーとアーティストのどちらから出たかが争われることもあった。カービーとディッコは後年のインタビューや自己出版で、『ファンタスティック・フォー』や『スパイダーマン』などの中心的なアイディアが自分たちのものだったと主張し、制作の内幕についてのリーの証言を真っ向から否定している。

## 評価

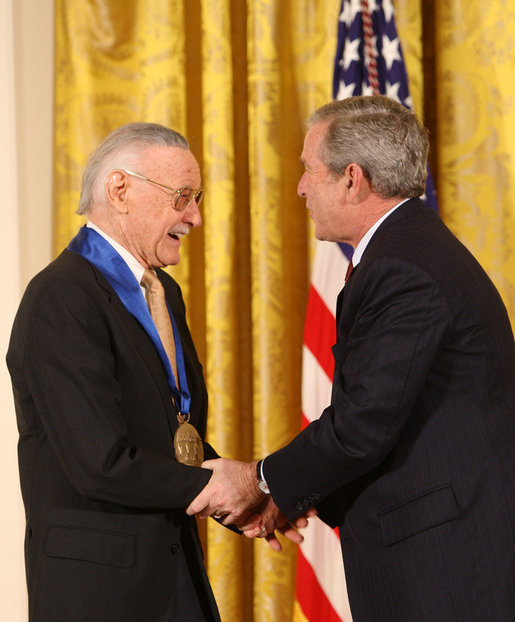
2008年

第43代アメリカ大統領のジョージ・W・ブッシュは「彼の作品は若者達の創造性を伸ばすことに大いに貢献した」と評している。
映画監督のスティーヴン・スピルバーグは「彼と私の創っているものは同じ。ただ私の絵が動くだけ」と明言している。
DCコミックスの発行責任者だったポール・レビッツは「同年代のライターにとって手本となる存在。その功績は大きい」と評している。

## 作品

### 原作
- アメイジング・スパイダーマン（前身の『アメイジング・ファンタジー』15号の脚本。1–100、105–110、116–118、200号の脚本）
- ファンタスティック・フォー（1–114、120–125、296号の脚本）
- X-メン（1–19号の脚本）
- アイアンマン （前身の『テイルズ・オブサスペンス』7、9、16、22、27、29–30、39–99号の脚本）
- ハルク（前身の『テイルズ・オブ・アストニッシュ』1、6、12–13、15–17、24–33、35–101号の脚本）
- マイティ・ソー（前身の『ジャーニー・イントゥ・ミステリー』83–125号の脚本。126–192、200、385号の脚本）
- デアデビル（1–9、11–50、53号の脚本）
- ドクター・ストレンジ（前身の『ストレンジ・テイルズ』9、11、74、89、90–100号の脚本）
- アベンジャーズ（1–35号の脚本）
- シルバー・サーファー（1–18号の脚本）
- サージェント・フューリー（1–28号の脚本）
- ソーラーマン（1–2号の脚本）
- ラヴェッジ2099（1–7号の脚本）
- 機巧童子ULTIMO
- HEROMAN
- THE REFLECTION（長濱博史と共同）

### 脚本
- キャプテン・アメリカ（100–141号の脚本）
- ホワット・イフ（200号の脚本）

### 製作総指揮
実写映画・アニメ化された際に製作総指揮を務めた作品。※印の作品は作品中に本人がカメオ出演したもの。
- 超人ハルク（1982年 - 1983年） - ナレーターも担当
- スパイダーマン&アメイジング・フレンズ（1981年 - 1983年） - ナレーターも担当
- キャプテン・アメリカ 帝国の野望（1990年）
- X-MEN（1992年 - 1997年）
- ファンタスティック・フォー（1994年 - 1996年）
- スパイダーマン（1994年 - 1998年）※
- ジェネレーションX（1990年）
- アイアンマン（1994年 - 1996年）
- 超人ハルク（1996年 - 1997年）※
- スパイダーマン・アンリミテッド（1999年 - 2000年）
- ブレイド（1999年）
- X-メン (映画)（2000年）※
- ブレイド2（2002年）
- スパイダーマン（映画）（2002年）※
- デアデビル（2003年）※
- X-MEN2（2003年）
- ハルク（2003年）※
- スパイダーマン 新アニメシリーズ（2003年）※
- ブレイド3（2004年）
- パニッシャー（2004年）
- スパイダーマン2（2004年）※
- ファンタスティック・フォー ［超能力ユニット］（2005年）※
- エレクトラ（2005年）
- X-MEN:ファイナル ディシジョン（2006年）※
- ゴーストライダー（2007年）
- スパイダーマン3（2007年）※
- ファンタスティック・フォー:銀河の危機（2007年）※
- アイアンマン（2008年）※
- ウルヴァリン・アンド・ジ・X-メン（2008年）
- インクレディブル・ハルク（2008年）※
- スペクタキュラー・スパイダーマン（2008年 - 2009年）※
- ウルヴァリン:X-MEN ZERO（2009年）
- スーパー・ヒーロー・ギャング（2009年 - 2010年） - 共同製作総指揮※
- アイアンマン2（2010年）※
- アベンジャーズ 地球最強のヒーロー（2010年 - 2012年） - 共同製作総指揮
- X-MEN:ファースト・ジェネレーション（2011年）
- キャプテン・アメリカ/ザ・ファースト・アベンジャー（2011年）※
- マイティ・ソー（2011年）※
- アベンジャーズ（2012年）※
- アメイジング・スパイダーマン（2012年）※
- アルティメット・スパイダーマン（2012年）※
- デッドプール（2016年）※
- レギオン（2017年）（テレビドラマシリーズ）

### その他
- ロボコップ THE ANIMATION（エグゼグティブ・ストーリーエディター）

## 出演

### 劇場映画
- アンビュランス（1990年） - マーベル・コミックの編集者役
- モール・ラッツ（1995年） - 本人役
- X-メン（2000年）[28]
- スパイダーマン（2002年）[29]
- デアデビル（2003年）[28]
- ハルク（2003年）
- スパイダーマン2（2004年）[28]
- ファンタスティック・フォー ［超能力ユニット］（2005年） - 郵便配達人ウィル・ランプキン
- X-MEN:ファイナル ディシジョン（2006年）[28]
- スパイダーマン3（2007年）[28]
- ファンタスティック・フォー:銀河の危機（2007年）[29] - 本人役
- インクレディブル・ハルク（2008年）[30] - ガラナ・ソーダを飲む老人
- アイアンマン（2008年）[30] - パーティーの客
- アイアンマン2（2010年）[30]
- マイティ・ソー（2011年）[30]
- キャプテン・アメリカ/ザ・ファースト・アベンジャー（2011年）[30]
- アメイジング・スパイダーマン（2012年）
- アベンジャーズ（2012年）[30]
- アイアンマン3（2013年）[30]
- マイティ・ソー/ダーク・ワールド（2013年）[30]
- キャプテン・アメリカ/ウィンター・ソルジャー（2014年）[30] - 博物館の警備員
- アメイジング・スパイダーマン2（2014年）
- ガーディアンズ・オブ・ギャラクシー（2014年）
- ベイマックス（2014年、日本版のみクレジット）
- アベンジャーズ/エイジ・オブ・ウルトロン（2015年） - パーティーの客
- アントマン（2015年） - バーテンダー
- デッドプール（2016年） - DJ
- X-MEN:アポカリプス（2016年）*妻ジョアン・リーと共演
- シビル・ウォー/キャプテン・アメリカ（2016年） - 配達員
- コンビニ・ウォーズ バイトJK VS ミニナチ軍団（2016年）
- ドクター・ストレンジ（2016年） - バスの乗客
- ガーディアンズ・オブ・ギャラクシー:リミックス（2017年） - 宇宙飛行士
- スパイダーマン:ホームカミング（2017年）
- マイティ・ソー バトルロイヤル（2017年） - 床屋
- ブラックパンサー（2018年） -カジノの客
- アベンジャーズ/インフィニティ・ウォー（2018年） - バスの運転手
- アントマン&ワスプ（2018年）
- ヴェノム（2018年）
- スパイダーマン:スパイダーバース（2018年） - 店主
- シュガー・ラッシュ:オンライン（2018年）
- ティーン・タイタンズ・ゴー! トゥ・ザ・ムービーズ（2018年）[31] - 本人役
- キャプテン・マーベル（2019年） - モール・ラッツ出演を控えた本人役
- アベンジャーズ/エンドゲーム（2019年）

### テレビドラマ
- 超人ハルク'90（1989年、テレビ映画）[28] - 工場長役
- HEROES（2007年） - バスの運転手役
- NIKITA / ニキータ（2010年）[28] - 見物人役
- ビッグバン★セオリー/ギークなボクらの恋愛法則（2010年）[28] - 本人役
- アントラージュ★オレたちのハリウッド（2010年）[28]
- CHUCK/チャック（2011年） - 本人役
- ユーリカ/EUREKA 〜地図にない街〜（2011年）[28] - Dr.リー役
- エージェント・オブ・シールド シーズン1 第13話「謎の荷物」（2014年）[29][30][32] - いんぎんな紳士役[28][33]
- エージェント・カーター シーズン1 第4話「ハワードの帰還」（2015年）[34]

### その他
- Pryde of the X-Men（1989年、テレビアニメ） - ナレーター（本人役）
- スパイダーマン（2000年、ゲーム） - ナレーター
- ザ・シンプソンズ（2002年、テレビアニメ） - 本人役
- SPIDER-MAN2 ENTER:ELECTRO（2002年、ゲーム） - ナレーター
- スパイダーマン誕生の秘密 - スタン・リーの世界 - - 本人出演のドキュメンタリー映画
- コミックブック・ザ・ムービー（2004年、オリジナルビデオ） - 本人役
- Robot Chicken（2007年、テレビアニメ） - 本人役、映画のナレーション
- Spider-Man: Shattered Dimensions（2010年、ゲーム）
- The Amazing Spider-Man（2012年、ゲーム） - ナレーター。他、有償DLC「The Amazing Spider-Man Stan Lee Adventure Pack」導入にて、スパイダーマンの能力を持つ超人として操作可能になる。
- The Amazing Adventures of Spider-Man（ユニバーサル・スタジオ・テーマパークのアトラクション） - 清掃車の運転手役